# エブリワン (テレビ番組)
『エブリワン』（every.+1）は、2013年4月5日から2017年3月24日まで日本海テレビで放送された報道番組・情報番組である。

## 概要
2006年6月に『ごじきん!』が終了して以来の金曜夕方のローカル番組で、毎回ニューススタジオから放送されている。

## 放送時間
- 2013年4月5日 - 2014年3月21日
  - 金曜 16:50 - 17:53
- 2014年4月4日 - 6月27日
  - 第1部…金曜 15:50 - 16:50
  - 第2部…金曜 16:50 - 17:53（『news every.・第2部[1]』全編の番販ネット）
- 2014年7月4日 - 2017年3月24日
  - 金曜 15:50 - 16:50（『news every.・第2部[1]』全編の番販ネット自体は継続するも、『ニュースevery日本海』内包扱いに変更による）

## 出演者
自社発パートに限る。
- 赤井祐紀(メインキャスター)

2016年４月１日放送より
- 岡崎典子(フリーアナウンサー、メーンキャスター)

2015年9月18日放送より。
- 定常菜都子（日本海テレビアナウンサー）

2015年9月11日放送をもって、産休へ。
2016年11月18日に産休・育休終わり。復帰
- 松岡史子（日本海テレビ報道記者、「とれトレ!」担当）
- もう中学生（お笑い芸人、「ともだち100人できるかな」リポーター ※VTRのみの出演）

2015年8月7日の放送回でコーナー終了。
- 寺本麻子（お天気キャスター）
- 西川文雄(西川法律事務所)
- 中﨑雄一(西川法律事務所)
- 山下一也(医師)

以下は週替わりで登場するコメンテーター。
- 小林朋道（公立鳥取環境大学副学部長）
- 泉美智子（公立鳥取環境大学准教授）
- ニコラ・ヴェロヴェン（公立鳥取環境大学英語講師）

- 野々村直通（教育評論家・元開星高等学校野球部監督）※不定期出演

## コーナー
- 独自で知ることができる企画(NEWSそこが知り隊)
- 山下一也Drにいろいろと聞く企画(every.1健康相談室)
- 西川文雄、中﨑雄一の企画(every.1 法律相談室)
- もう中学生が島根県内を散策する企画(ともだち100人できるかな？)
- (主に週末)に行われる祭りを携帯の電波を使って中継する企画(簡易中継）
- 山陰在住の外国人から見た山陰を巡る企画(every.1 Whatｓ さんいん)
- 出雲新話